# منحنى تساوي الإضاءة
منحنى تساوي الإضاءة (Isophote)، في الهندسة، هو الخط المنحني الذي يمر بجميع النقاط التي لها نفس السطوع. فمثلا يكون المنحنى متساو الإضاءة للمجرات على شكل إهليجي.

منحنيات تساوي الاضاءة لسطح اهليجي

المنحنى متساوي الإضاءة لسطح منحن، في الهندسة الوصفية، يتكون من مجموعة من النقاط حيث تكون الزاوية بين شعاع الضوء والعمودي على السطح ثابتة.